# El Quarter
El Quarter és una obra del municipi de Martorell (Baix Llobregat) protegida com a bé cultural d'interès local.

## Descripció
Es tracta d'un edifici construït en pedra, de planta rectangular, amb planta baixa i pis. De l'edifici original tan sols es conserva l'extrem de llevant, molt mal conservat.

## Història
L'edifici fou bastit al segle xviii i restà sencer fins al 1934, en què fou venut per l'ajuntament. Va ser l'escenari de diversos episodis de la Guerra de la Independència i de les lluites civils del segle xix.